# Henryk Miśkiewicz

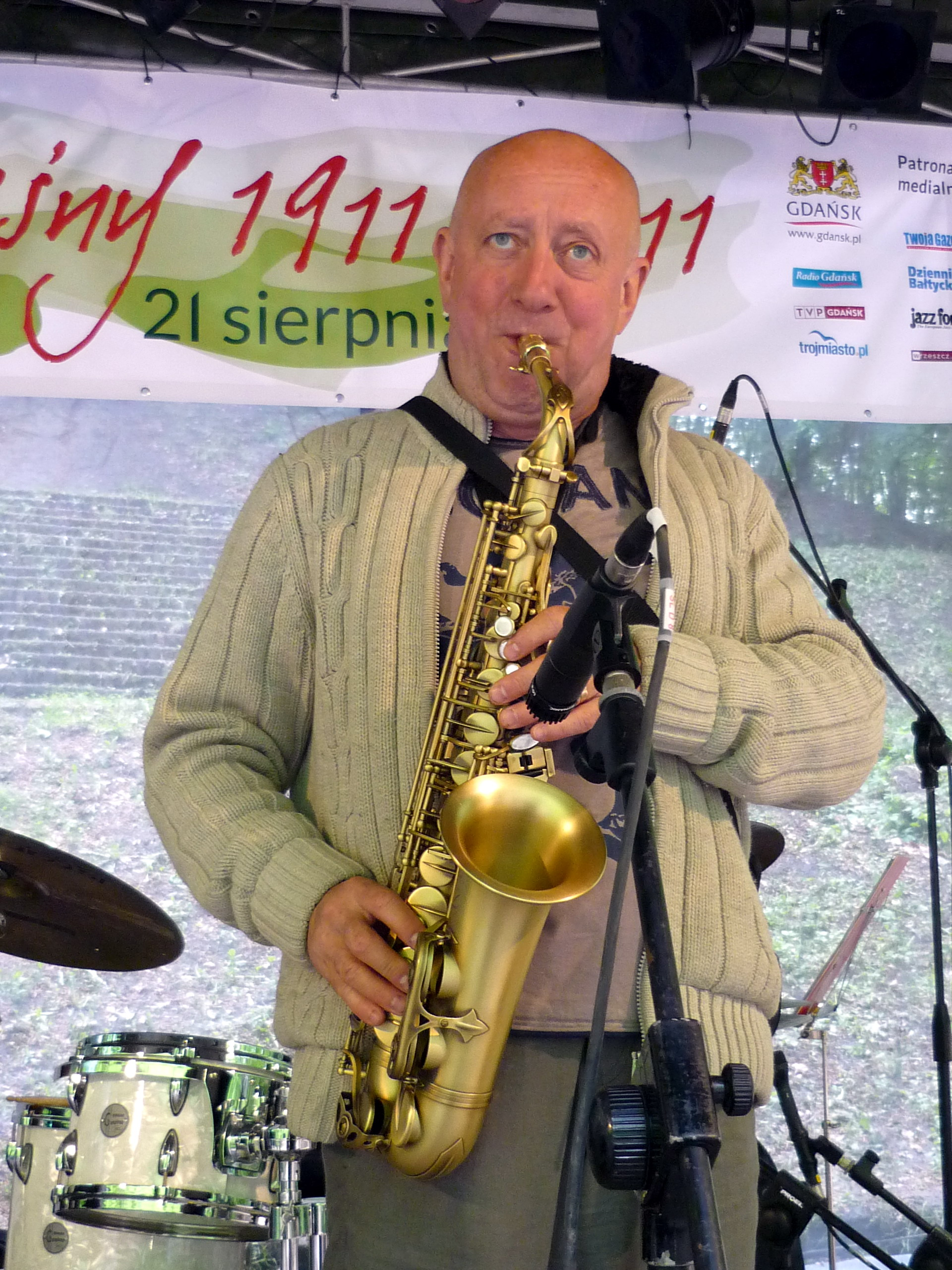
Henryk Miśkiewicz (2011)

Henryk Miśkiewicz (* 2. Juni 1951 in Żagań) ist ein polnischer Jazzmusiker (Altsaxophon, Klarinette, Komposition).

## Leben und Wirken
Miśkiewicz absolvierte zunächst eine musikalische Ausbildung auf dem Akkordeon und war Mitbegründer der Dixieland Young Jazz Band, mit der er 1967 beim Festival Jazz nad Odrą auftrat und dort im Folgejahr den dritten Preis für seine Komposition Blues for You erhielt. Später besuchte er die Musikhochschule in Breslau und die Fryderyk-Chopin-Universität für Musik in Warschau. Er gehörte während des Studiums zur Stodola Big Band, dann zu den Jazz Carriers (1971–1975), zu Sami Swoi und Sun Ship sowie zu Swing Session. Er stellte sich bei Pori Jazz und Umbria Jazz ebenso vor wie viele Male beim Jazz Jamboree. Er spielte mit Joe Lovano, dem Orchester von Paul Kuhn, Pat Metheny (im Jamboree-Projekt von Anna Maria Jopek), David Murray und führenden polnischen Jazzmusikern wie Jarosław Śmietana, Henryk Majewski, Jan Ptaszyn Wróblewski und Kuba Stankiewicz. Auch begleitete er Michał Bajor und die Sängerinnen Ewa Bem, Elżbieta Wojnowska, Elżbieta Adamiak, Danuta Błażejczyk, Alicja Majewska, Irena Santor, Marianna Wróblewska, Monika Borys und Łucja Prus.
1994 gründete Miśkiewicz sein eigenes Quartett mit dem Pianisten Andrzej Jagodziński, dem Bassisten Zbigniew Wegehaupt und Michał Miśkiewicz, mit dem mehrere Alben entstanden; als Leader nahm er auch mit dem Simple Acoustic Trio und dem Sinfonieorchester des Polnischen Rundfunks auf. Er ist auch auf Alben von Zbigniew Jaremko, Wiesław Pieregorólka, Budka Suflera, Robert Majewski, Anna Maria Jopek, Piotr Wojtasik, Ewa Uryga und Wojciech Młynarski zu hören. Seine Kompositionen wurden auch von Janusz Kozłowski, Eryk Kulm und Edyta Górniak interpretiert.
Miśkiewicz gilt als einer der erfolgreichsten polnischen Jazzmusiker: So ist er Gewinner des Jazz Top (Leserpoll des Jazz Forums) in der Kategorie Klarinette und Altsaxophon, Gewinner von zwei Fryderyks (Lyrics – Platte des Jahres 2002 und Musiker des Jahres 2004) und des Mateusz (Preis des Polnischen Rundfunks). Zudem erhielt er den Jazz-Oskar für sein Lebenswerk (Preis des Verbandes der Musikliebhaber Łódź). Zu seinem 65. Geburtstag trat er mit den Warschauer Philharmonikern auf.
Die Sängerin Dorota Miśkiewicz und der Schlagzeuger Michał Miśkiewicz sind seine Kinder.

## Diskographische Hinweise
- More Love (1994, Black Label Productions)
- No More Love (2000, Polonia Records)
- Henryk Miśkiewicz & Simple Acoustic Trio – Lyrics (2001, Grami, mit Marcin Wasilewski, Sławomir Kurkiewicz und Michał Miśkiewicz)
- Uniesienie (2005, Grami)
- Full Drive (2004, Grami)
- Full Drive 3 (2012, Fonografika)